# Roland Nilsson
Pour les articles homonymes, voir Nilsson.
Roland Nilsson, né le 27 novembre 1963 à Helsingborg en Suède, est un footballeur suédois devenu entraîneur. Son poste de prédilection était défenseur. 
Il était l'arrière droit de l'équipe de Suède qui a terminé troisième de la Coupe du monde 1994 aux États-Unis.

## Carrière

### Joueur
Comme joueur, Nilsson honore 116 sélections avec la Suède, ce qui en fait le troisième joueur le plus sélectionné du pays après Thomas Ravelli et Anders Svensson. Il dispute notamment une demi-finale de Coupe du monde de football en 1994.
En club, il remporte notamment la Coupe UEFA avec l'IFK Göteborg en 1987, ainsi que plusieurs titres de champion de Suède et une Coupe de la Ligue anglaise avec Sheffield Wednesday en 1991. 

### Entraîneur

#### Malmö FF
Le 10 octobre 2007, Malmö FF annonce que Nilsson a signé un contrat de quatre ans en faveur du club afin d'y remplacer Sören Åkeby. Un choix périlleux de la part des dirigeants de MFF, de par le passé de joueur de Nilsson qui a évolué à l'IFK Göteborg et à Helsingborgs IF, deux équipes avec qui les supporters de Malmö entretiennent une vive rivalité. 
Après deux premières saisons difficiles (6e en 2008, 7e en 2009), il parvient en 2010 à trouver le bon équilibre dans son effectif et remporte le titre de champion de Suède après un mano a mano avec Helsingborgs IF qui aura duré de la 5e à la 30e journée ! 
Après un très bon départ lors de la saison 2011 (quatre victoires consécutives sur les quatre premières journées), le club connaît un coup d'arrêt brutal à Elfsborg lors de la 5e journée (défaite 3-0) et ne parvient pas à redresser la barre lors des journées suivantes (une victoire, deux nuls et deux défaites). Lors de la 10e journée, lors du derby face à Helsingborgs IF, le match est interrompu alors que les Rouge et Bleu viennent d'ouvrir le score, à cause de l'irruption d'un supporter de Malmö FF venu bousculer le portier d'Helsingborg peu après que ce dernier a été victime d'un jet de pétard, laissant présager une nouvelle défaite pour les Himmelblå sur tapis vert.
Nilsson entraîne MFF pour la dernière fois lors des 1/16e de finale de la Svenska Cupen. Son équipe bat facilement Halmstads BK (3-0) à Örjans Vall et offre ainsi à son entraîneur une belle sortie.

#### F.C. Copenhague
Annoncé depuis plusieurs longtemps dans la presse, l'arrivée de Nilsson à la tête du FC Copenhague est officialisée le 1er avril 2011 en remplacement du Norvégien Ståle Solbakken, parti entraîner le FC Cologne. L'ancien international suédois prend ses fonctions le 1er juin 2011. Il est licencié le 9 janvier 2012.

#### Suède espoirs
Le 11 avril 2017, il est annoncé que Roland Nilsson prendra en charge l'équipe de Suède espoirs en tant qu'entraîneur principal à partir du mois d'août 2017, succédant ainsi à Håkan Ericson (en).
Il dévoile sa première liste le 23 août 2017. Celle-ci est composée de joueurs tels que Alexander Isak, Filip Dagerstål, Gustav Engvall, Joel Asoro, Linus Wahlqvist ou encore Mattias Svanberg.
Sous ses ordres, les espoirs manquent de se qualifier pour l'Euro 2019 après une défaite à domicile contre la Belgique le 16 octobre 2018 (0-3 score final), et ce malgré une campagne de qualification où les jeunes suédois terminent deuxième de leur groupe avec un bilan de six victoires, deux nuls et deux défaites.

#### IFK Göteborg
Le 11 septembre 2020, Roland Nilsson est nommé entraîneur principal de l'IFK Göteborg. Il signe un contrat de deux ans et demi. En juin 2021, après huit premiers matchs compliqués pour le club lors de la saison 2021, Nilsson est licencié de son poste d'entraîneur de l'IFK Göteborg.

## Palmarès

### Joueur

#### En club
- Vainqueur de la Coupe de l'UEFA en 1987 avec l'IFK Goteborg
- Champion de Suède en 1984 et 1987 avec l'IFK Goteborg
- Vainqueur de la Coupe de la ligue anglaise en 1991 avec Sheffield Wednesday

#### EnÉquipe de Suède
- 116 sélections et 2 buts entre 1986 et 2000
- Participation à la Coupe du Monde en 1990 (Premier Tour) et en 1994 (3e)
- Participation au Championnat d'Europe des Nations en 1992 (1/2 finaliste) et en 2000 (Premier Tour)

#### Distinctions individuelles
- Vainqueur du Guldbollen en 1996
- Élu Défenseur suédois de l'année en 1996 et en 1999

### Entraîneur
- Champion de Suède en 2010
- Élu Entraîneur de l'année du championnat suédois en 2010